# Ceridwen
Ceridwen – bogini płodności w walijskiej mitologii, matka Afagddu, który uchodził za najbrzydszego człowieka na Ziemi. 
Afagddu zyskał mądrość i powszechny szacunek od Ceridwen jako rekompensatę za swój wygląd. Stało się to po tym jak przez rok i jeden dzień bogini gotowała magiczny napój w kotle wiedzy. Afagddu nie otrzymał jednak daru proroczego, ponieważ drugi syn Ceridwen, Gwion Bach, któremu bogini kazała strzec kotła, bezmyślnie zlizał kroplę, która prysnęła z kotła na jego palec. Rozsierdzona Ceridwen długo ścigała Gwiona Bacha, aż go dopadła i – ponieważ przybrał postać ziarna – zamieniła się w kurę i zjadła go. 
Później dała mu nowe wcielenie, Taliesina, największego ze wszystkich walijskich bardów. Ceridwen miała jeszcze jednego, równie brzydkiego syna – strasznego wojownika Morfana. Walczył on po stronie króla Artura, w jego ostatniej bitwie pod Kamlan i początkowo żaden z ludzi Mordreda, nie chciał się z nim zmierzyć, gdyż uważali, że tak brzydki mógł być tylko diabeł.